# Geniostoma samoense
Geniostoma samoense är en tvåhjärtbladig växtart som beskrevs av Franz Reinecke. Geniostoma samoense ingår i släktet Geniostoma och familjen Loganiaceae. Inga underarter finns listade i Catalogue of Life.